# Burudehosahalli, Turuvekere
Burudehosahalli là một làng thuộc tehsil Turuvekere, huyện Tumkur, bang Karnataka, Ấn Độ.